# الله گل مجاهد
الله گل مجاهد (زاده ۱۳۴۳ ولسوالی ده‌سبز ولایت کابل) سیاستمدار اهل افغانستان و نماینده مردم ولایت کابل در دوره شانزدهم مجلس نمایندگان افغانستان است. وی در مجلس شانزدهم نمایندگان افغانستان عضو کمیسیون عرایض و سمع شکایات است.  

## زندگی
الله گل مجاهد زادهٔ ۱۳۴۳ اهل ولسوالی ده‌سبز در ولایت کابل است. تحصیلات متوسطه خود را تا صنف یازدهم در دبیرستان ده یحیی ادامه داد و پس از آن وارد جبهه جنگ شد.

## دیگر فعالیت‌ها
دیگر فعالیت‌های او:
- قومندان عمومی جهادی (۱۳۶۰).
- فعالیت تجاری.
- رئیس شورای اجتماعی مردم ولسوالی ده سبز (۱۳۸۸).